# Australosuchus
Australosuchus es un género extinto de crocodiliano perteneciente a la subfamilia Mekosuchinae.
La especie tipo y única conocida, Australosuchus clarkae vivió a finales del Oligoceno y principios del Mioceno en el sur de Australia. El nombre del género Australosuchus significa "cocodrilo del sur". Fue descrito en 1991 a partir de materiales fósiles descubiertos en el Lago Palankarinna en Australia del Sur.